# Garra Records
Garra Records es una compañía discográfica argentina fundada en el año 2004 en la ciudad de Buenos Aires bajo el nombre de Procom S.R.L. por Gabriel Giqueaux. Durante su trayectoria en el mercado discográfico de soportes tanto físicos como digitales, la compañía ha trabajado con artistas de diversos géneros como la cumbia, la música tropical, el cuarteto, la música infantil, la guaracha y el chamamé, entre otros. Artistas como Leo Mattioli, Uriel Lozano, Sebastián Mendoza, Dalila, Los Palmeras y Banda XXI han integrado el catálogo de la discográfica.

## Historia
Garra Records (anteriormente conocida como Procom) es un sello discográfico argentino especializado en música tropical. Fundada en 2004, la compañía inició sus actividades comercializando un catálogo de música infantil y otro con artistas históricos de la década de 1970. En 2005, inauguró sus instalaciones en la localidad de Escobar.
En 2007, la compañía amplió su catálogo con la distribución exclusiva de sellos como La Musa, CHM Discos, Azteca Records, MA Records y Montevideo Music Group, e incorporó géneros como tango, folklore, electrónica, chill out, swing jazz y bossa nova.
En 2013, extendió su presencia a Chile en alianza con Fácil Música, enfocando la distribución en supermercados y almacenes de cadena con discos y DVDs en soporte físico. Además, obtuvo licencias para la distribución de producciones infantiles como Los Supersónicos, Superman, El Lagarto Juancho, Los Picapiedras, Lazy Town, Pocoyó, Heidi y Los Pitufos.
En 2017, firmó un contrato con los diarios del grupo Copesa y El Mercurio, lanzando colecciones de cine y música en CD y vinilo.
Con la transformación de la industria musical, la compañía se adaptó a la era digital, manteniendo su catálogo activo e incorporando nuevos artistas. En 2019 bajo el nombre de Garra Records se transformó en un sello digital y amplió su repertorio con un enfoque internacional.
Desde entonces, la compañía ha trabajado en la producción, distribución y desarrollo de artistas como Potencia, Simplemente Naguel, Lautaro Monzón y Rodri y el Sabor Colombiano. También retomó su vínculo con El Toro Quevedo, con quien previamente editó discos físicos y recitales, y ahora trabaja en la producción y distribución de su nueva música en plataformas digitales.
Garra Records trabaja con Mojo como distribuidor oficial y ha desarrollado coproducciones estratégicas para sus artistas. También se enfoca en la expansión de artistas argentinos en Chile, fortaleciendo su presencia en el mercado digital y físico. La compañía ha gestionado colaboraciones entre artistas del género, como El Polaco, 18 Kilates, Jambao, La Repandilla, La Piedra Urbana, e incluso producciones con inteligencia artificial junto a Leo Mattioli.

## Artistas
Garra Records ha trabajado durante su trayectoria con artistas y agrupaciones como:
- Leo Mattioli
- Dalila[4]
- Banda XXI[4]
- Sebastián Mendoza
- Uriel Lozano[9]
- Grupo Alegría
- La Liga
- Chili Fernández
- El Dipy
- El Empuje
- Rocío Quiroz
- Antonio Ríos
- Cuarteto Imperial
- Amar Azul
- Los Famosos[10][11][12]
- Grupo Trinidad
- Coty Hernández
- Jackita
- Banda Express
- La Banda al Rojo Vivo
- El Toro Quevedo
- Fernando Bladys
- Yerba Brava
- Mario Luis
- Los Palmeras
- Sergio Torres
- Mala fama
- Los Dinos
- Los Lamas
- La Repandilla
- Marcelo Agüero
- Los 4 de Córdoba
- Grupo Sombras
- Onda Sabanera
- Nolberto Al K Lá[13]
- Cuti y Roberto Carabajal
- Juan Sena
- Los Hermanos Barrios[14]
- Grupo Romance
- Los Pasteles Verdes[15]
- Tormenta
- Beto Orlando
- Manolo Galván
- Los Moros
- Daniel Lezica
- Mauri y El Arranke
- Sabor Colombiano
- Lautaro Monzón
- Jorge "Toro" Quevedo
- Los Yapasitos
- Las Tortuguitas
- Clara Terán

## Premios y reconocimientos
A continuación se mencionan los premios y nominaciones obtenidas por artistas afiliados a Garra Records.

### Premios Gardel
| Año  | Artista o agrupación                           | Categoría                                        | Título                                | Resultado |
| ---- | ---------------------------------------------- | ------------------------------------------------ | ------------------------------------- | --------- |
| 2007 | Banda XXI                                      | Mejor álbum de cuarteto                          | 7 Años                                | Ganadores |
| 2008 | Leo Mattioli                                   | Mejor álbum artista masculino tropical           | Acústico                              | Ganador   |
| 2008 | Dalila                                         | Mejor álbum artista femenina tropical            | Dalila en vivo en el Teatro Ópera     | Ganadora  |
| 2008 | Banda XXI                                      | Mejor álbum de cuarteto                          | En vivo Teatro Gran Rex               | Ganadores |
| 2009 | 18 Kilates                                     | Mejor álbum nuevo artista tropical y de cuarteto | Nueva Adquisición                     | Ganadores |
| 2010 | Banda XXI                                      | Mejor álbum tropical y de cuarteto               | Aquí Se Va A Bailar                   | Ganadores |
| 2011 | Los Palmeras                                   | Mejor álbum tropical y de cuarteto               | Una nueva vida                        | Ganadores |
| 2011 | Banda Express                                  | Mejor álbum nuevo artista tropical y de cuarteto | Evolución                             | Ganadores |
| 2012 | Dalila                                         | Mejor álbum artista tropical femenina            | No voy a cambiar                      | Ganadora  |
| 2012 | La Banda al Rojo Vivo                          | Mejor álbum nuevo artista de cuarteto            | De lujo                               | Ganadores |
| 2012 | Banda XXI                                      | Mejor álbum grupo de cuarteto                    | Sin límites                           | Ganadores |
| 2012 | Karina                                         | Mejor álbum artista tropical femenina            | Tiempo de cambio                      | Ganadora  |
| 2013 | Dalila                                         | Mejor álbum artista tropical femenina            | En vivo en Buenos Aires               | Nominada  |
| 2013 | Jackita                                        | Mejor álbum artista tropical femenina            | La única                              | Nominada  |
| 2013 | Sebastián Mendoza                              | Mejor artista masculino tropical                 | A la orilla del tiempo                | Ganador   |
| 2013 | Uriel Lozano                                   | Mejor artista masculino tropical                 | En vivo en Buenos Aires               | Nominado  |
| 2013 | Daniel Cardozo                                 | Mejor artista masculino tropical                 | Homenaje                              | Nominado  |
| 2013 | Los Wawancó                                    | Mejor álbum grupo tropical                       | Al son de los Wawancó                 | Ganadores |
| 2013 | Nico Mattioli (El heredero) y la Banda de León | Mejor álbum nuevo artista tropical               | Una carta al cielo                    | Ganador   |
| 2014 | Cuti y Roberto Carabajal                       | Mejor álbum grupo de folklore                    | 25 años con el folklore               | Nominado  |
| 2014 | Rocío Quiroz                                   | Mejor álbum artista tropical femenina            | De mi barrio con pasión               | Nominada  |
| 2014 | La Banda al Rojo Vivo                          | Mejor álbum grupo de cuarteto                    | En vivo 15 años                       | Nominados |
| 2015 | Jackita                                        | Mejor álbum artista tropical femenina            | Cumbiera no se hace, cumbiera se nace | Nominada  |
| 2015 | Nolberto Al K Lá                               | Mejor álbum artista tropical masculino           | El arte de vivir                      | Ganador   |
| 2016 | Grupo Sombras                                  | Mejor álbum grupo tropical                       | 37 años de historias                  | Nominados |
| 2016 | Rocío Quiroz                                   | Mejor álbum artista tropical femenina            | De mi barrio con pasión               | Ganadora  |
| 2016 | Laura Mattioli                                 | Mejor álbum artista tropical femenina            | Nuevos caminos                        | Nominada  |
| 2016 | El Pepo                                        | Mejor artista masculino tropical                 | Libre                                 | Nominado  |
| 2017 | El Pepo                                        | Mejor artista masculino tropical                 | Cumbia Peposa                         | Nominado  |
| 2017 | Azul                                           | Mejor álbum nuevo artista tropical               | La dama del acordeón                  | Nominada  |
| 2018 | El Pepo                                        | Mejor álbum artista tropical masculino           | Pasión de multitudes                  | Nominado  |
| 2018 | Antonio Ríos                                   | Mejor álbum artista tropical masculino           | Éxitos de oro                         | Nominado  |
| 2018 | Karen Britos                                   | Mejor álbum nuevo artista tropical               | Música del alma                       | Ganadora  |
| 2018 | Rocío Quiroz                                   | Mejor álbum artista tropical femenina            | Sobreviviendo                         | Nominada  |
| 2019 | Rocío Quiroz                                   | Mejor álbum artista tropical femenina            | La voz de los barrios                 | Ganadora  |
| 2019 | Roberto Édgar Volcán                           | Mejor álbum grupo tropical                       | La vuelta                             | Nominado  |
| 2019 | Nolberto Al K Lá                               | Mejor álbum artista cuarteto                     | Éxitos de oro                         | Nominado  |
| 2019 | La Banda al Rojo Vivo                          | Mejor álbum artista cuarteto                     | 20 años                               | Nominados |
| 2022 | Nico Mattioli                                  | Mejor álbum artista tropical                     | Herencia                              | Ganador   |
| 2024 | Nico Mattioli                                  | Mejor álbum artista tropical                     | Porque te quiero                      | Ganador   |
| 2025 | Nico Mattioli                                  | Mejor álbum artista tropical                     | Conmigo te gustó                      | Nominado  |